# Nocomis platyrhynchus
Nocomis platyrhynchus là loài cá có nguồn gốc từ West Virginia.

## Mô tả
Loài cá này có chiều dài thân trung bình 15,2 centimet và có thể đạt đến 21,4 centimet, cơ thể thon dài và mặt cắt ngang (tiết diện) có hình dạng gần giống hình tròn. Nocomis platyrhynchus có đầu dạng hình tam giác và mỏ nhọn. Miệng có kích thước trung bình và râu ở mỗi bên.
Loài này có tám tia vây ở vây lưng, tám tia vây ở vây bụng, bảy tia vây ở vây hậu môn và 14 đến 17 tia vây ở vây ức.
Nó được bao ngoài bởi các vảy có dạng hình xycloit. Các vảy trên phần lưng hoặc đầu cá có các sắc tố nâu. Các vảy trên phần bụng và đuôi cá thiếu sắc tố và có màu trắng.

## Tập tính
Loài cá này thường được tìm thấy trong các hồ và các rảnh nước chảy nhanh ở North Carolina, Virginia, West Virginia. Nhiều cá thể cư trú tại New River và các nhánh sông này ở West Virginia. Chúng thích những dòng sông trong vắt có nhiệt độ ấm áp. Loài này có thể sống trong các dòng sông có chất nền dưới đáy hồ nằm trong phạm vi từ mức đá cuội đến đá tảng. Nó tránh các phần cạn nhất của sông và rãnh, và có xu hướng được tìm thấy ở gần đáy sông.

## Sinh sản
Nocomis platyrhynchus sinh sản bằng cách đẻ trứng. Việc đẻ trứng diễn ra ở các gò đẻ trứng bằng sỏi được tạo bởi con. Các gò có xu hướng nằm ở nơi sỏi có kích thước từ nhỏ đến trung bình và tốc độ nước trung bình.

## Tình trạng bảo tồn
Loài được xếp hạng ít quan tâm (LC) bởi Liên minh Bảo tồn Thiên nhiên Quốc tế. Nocomis platyrhynchus không bị xem là có nguy cơ tuyệt chủng vì số lượng cá thể lớn và ổn định, phạm vi môi trường sống rộng lớn và thiếu các mối đe dọa trên diện rộng đối với sự tồn tại của loài.